# Bony de la Torredella
El Bony de la Torredella és una muntanya de 2.035 metres que es troba al municipi de les Valls de Valira, a la comarca de l'Alt Urgell.